# Fundação Bienal de São Paulo
A Fundação Bienal de São Paulo é a instituição encarregada de promover e organizar a Bienal Internacional de Arte de São Paulo, desde a 7ª edição. A sede da Bienal é o Pavilhão Ciccillo Matarazzo, também conhecido apenas como Pavilhão da Bienal e está localizado no Parque do Ibirapuera, em São Paulo. No ano de 1954, o Parque do Ibirapuera e suas construções, arquitetadas por Oscar Niemeyer, foram inaugurados em comemoração dos 400 anos da cidade de São Paulo. Todo o Parque do Ibirapuera e suas edificações foram tombadas como patrimônio histórico.
A Fundação foi criada em maio 1962, após a 6ª Bienal de São Paulo, assumindo as funções até então a cargo do Museu de Arte Moderna de São Paulo (MAM).

## História

##### Fundação

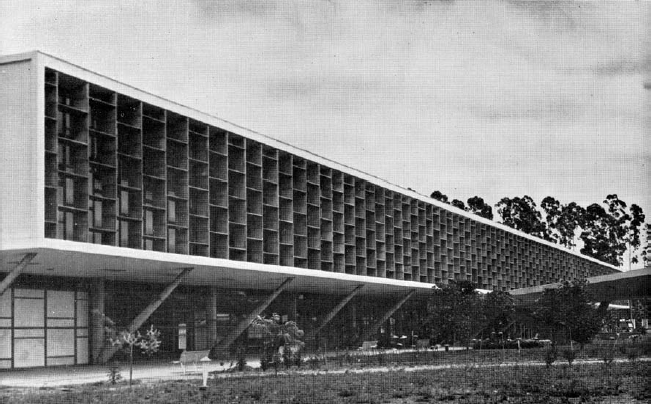
Palácio dos Estados, 1956.

O fundador da Bienal, Francisco Matarazzo Sobrinho, também conhecido como Ciccillo Matarazzo e sobrinho de um dos maiores empresários do Brasil, Francisco Matarazzo,  teve seu desejo em montar um museu de arte moderna em São Paulo após estreitar relacionamentos com intelectuais e artistas em meados dos anos 40. Com a ajuda do norte-americano Nelson Rockefeller, consegue estabelecer um acordo com o MoMA (Museum of Modern Art), um importante museu localizado na cidade de Nova York, para a construção de um projeto similar no Brasil. Assim, é fundado o institudo MAM (Museu de Arte Moderna) no ano de 1949 em São Paulo. Já em 1951, Matarazzo consegue realizar a primeira edição da Bienal Internacional de São Paulo, exposição ainda vinculada ao MAM, que aconteceu na Avenida Paulista. O projeto recebe o auxílio dos diretores artísticos das primeiras bienais, Sérgio Milliet e Gomes Machado e em 1962, a Bienal é separada do MAM e transferida diretamente para o Pavilhão da Bineal no Parque do Ibirapuera, onde fica atualmente. O Pavilhão da Bienal foi um projeto do arquiteto Oscar Niemeyer e inaugurado com o Parque do Ibirapuera em 1954. O espaço, que anteriormente levava o nome de Palácio das Indústrias, faz parte do conjunto de edificações arquitetadas por Niemeyer para o parque em comemoração ao IV Centenário da cidade de São Paulo. Fazem parte do conjunto construções icônicas como o Palácio das Exposições (Oca), o Palácio das Nações (atualmente a sede do Museu Afro Brasil), Palácio dos Estados e o Palácio da Agricultura (atualmente o Museu de Arte Contemporânea, além do próprio Pavilhão da Bienal.

##### Bienal Internacional de Arte

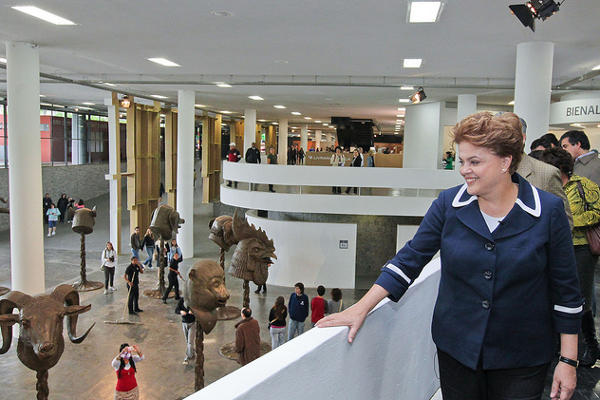
Dilma Rousseff, 36ª Presidente do Brasil, visita a Bienal Internacional de Arte de São Paulo em 2010 durante sua campanha.

A partir de sua sétima edição, em 1963, a Bienal Internacional de Arte, até então feita no Museu de Arte Moderna de São Paulo, foi realizada no Pavilhão Ciccillo Matarazzo. Em 1969, durante o período da Ditadura Militar no Brasil, muitos artistas se recusaram a participar da Bienal, uma vez que a repressão do regime aumentara após o Ato Institucional Nº 5. Com a ausência de autores brasileiros, a exposição de 1969 foi considerada a Bienal do Boicote. Entretanto, por receber grande financiamento do Governo Federal, o evento não foi considerado um importante local de resistência na época. Na próxima Bienal, no ano de 1971, ainda muitos artistas se recusavam a participar. Com a ausência de obras contemporâneas, a organização do evento se baseou em obras históricas e trouxe trabalhos que foram exibidos na Semana de Arte Moderna, que aconteceu no ano de 1922. Foi apenas na década de 80, pouco após a morte de Ciccillo Matarazzo em 1977 e com o fim da Ditadura Militar, que a Bienal de Arte voltou a ter maior prestígio e contou com obras de importantes artistas contemporâneos, como Marcel Duchamp e Anselm Kiefer. Já em 1996, sob a direção de Edemar Cid Ferreira, a exposição contou com obras de artistas históricos como Andy Warhol, Pablo Picasso, Edvard Munch e Francisco de Goya. Mais de 8 milhões de pessoas visitaram as 32 edições da Bienal Internacional de Arte de São Paulo, que continua até hoje.

##### SP-Arte
A SP-Arte, Feira Internacional de Arte de São Paulo, teve início em 2005 e todas suas edições foram realizadas no Pavilhão da Bienal. O evento reúne mais de 2.000 profissionais e influenciadores do setor anualmente, com representantes de todas as partes do mundo. A feira tem duração de cinco dias e exerce grande influência na agenda artística global, uma vez que são discutidos conceitos artísticos e todo cenário atual do ramo, reunindo tendências. Diversos artistas participam do SP-Arte também como expositores, que a partir de 2016 também podem mostrar as tendências no mercado de design mobiliário.

##### São Paulo Fashion Week

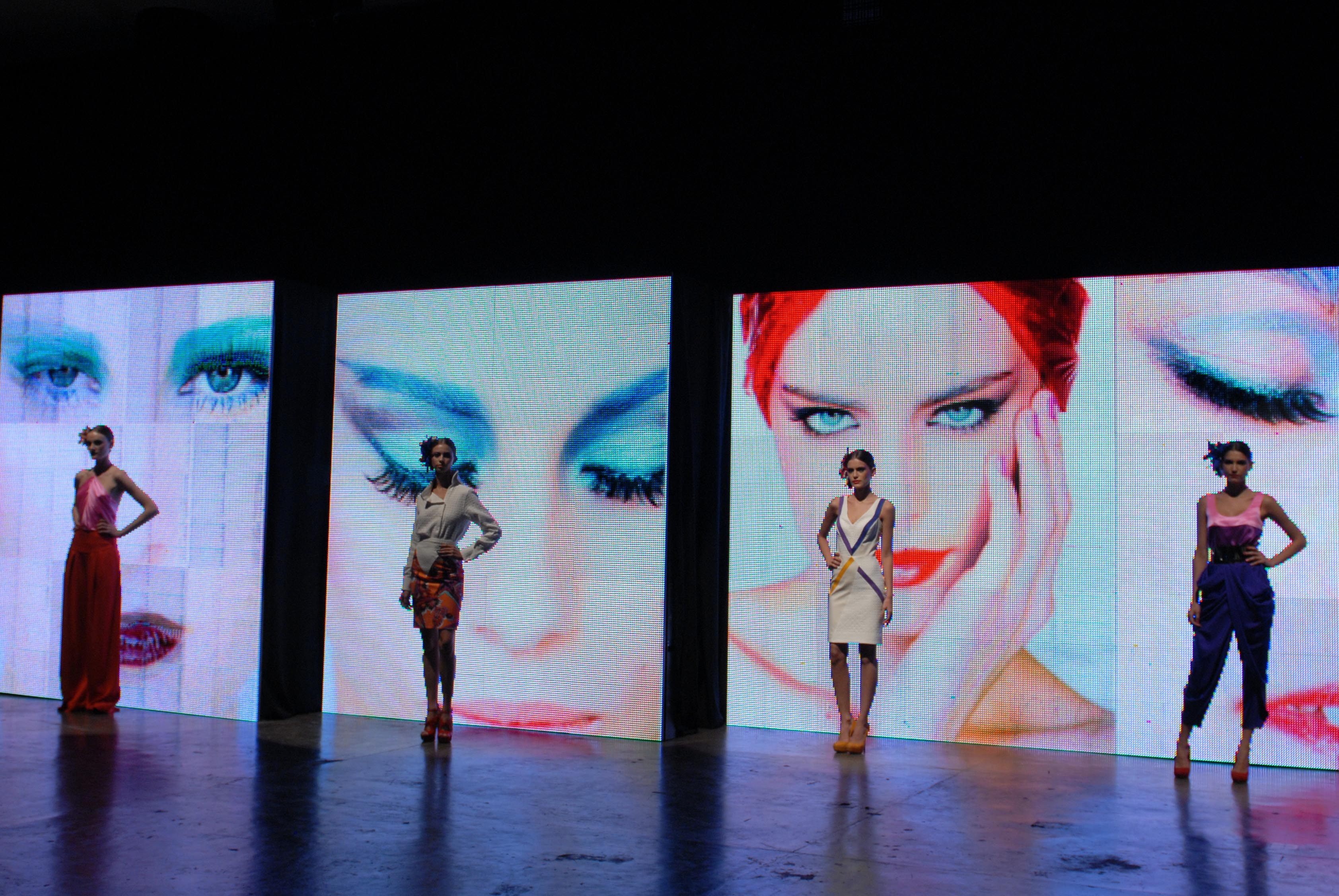
Desfile da linha de maquiagem Make B no São Paulo Fashion Week em junho de 2011.

O São Paulo Fashion Week, que recebe a abreviação de SPFW, é o principal evento de moda do Brasil e um dos maiores do mundo. A cada edição, calcula-se que 80 mil pessoas, sendo convidadas ou profissionais, participam do evento, gerando estimados R$ 1,5 milhões em volume de negócios. Ele teve início como Phytoervas Fashion, considerado o primeiro grande evento de moda brasileiro e foi organizado por Paulo Borges e Cristiana Arcangeli no ano de 1994. Após a saída de Paulo Borges da Phytoervas Fashion, foi criado também o Morumbi Fashion Week, evento com a mesma proposta e que ganhou muita força e visibilidade em 1999. Já dois anos depois, o evento recebeu o nome de São Paulo Fashion Week. Em 2013, o evento que até então era geralmente realizado no prédio da Bienal, foi transferido para o Parque Villa-Lobos  e então para o Parque Cândido Portinari  nos dois anos seguintes.

## Arquitetura

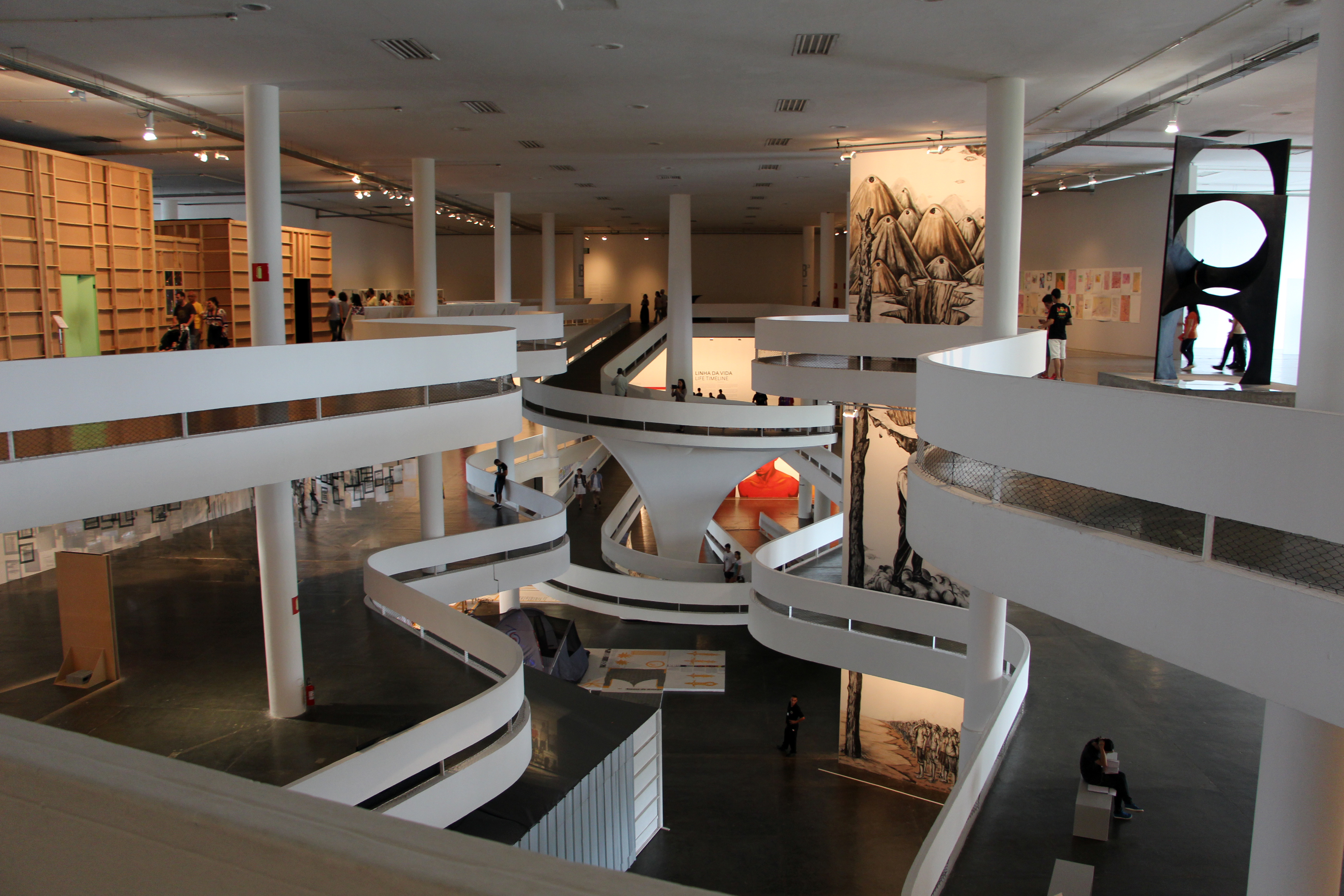
Pavilhão da Bienal de São Paulo.

O Pavilhão da Bienal foi parte do projeto de comemoração do IV Centenário de São Paulo, com a inauguração do Parque do Ibirapuera e seu conjunto de edificações, que hoje formam espaços de eventos e importantes museus, como a Oca e o Museu Afro Brasil. O plano foi arquitetado pelo icônico arquiteto brasileiro, Oscar Niemeyer, em 1954. O Pavilhão da Bienal é dividido por três pavimentos e um auditório, que somam 25 mil m². Os pavimentos possuem uma das principais características de Niemeyer - as curvas, presentes em tantos outros projetos do arquiteto, como o Auditório do Ibirapuera e o Edifício Copan, ambos localizados em São Paulo. A edificação ocupa um espaço de 250 por 50 m²  e tem uma área total construída de 39800 m. Os andares são ligados por elevadores, escadas, largas rampas e escadas rolantes.

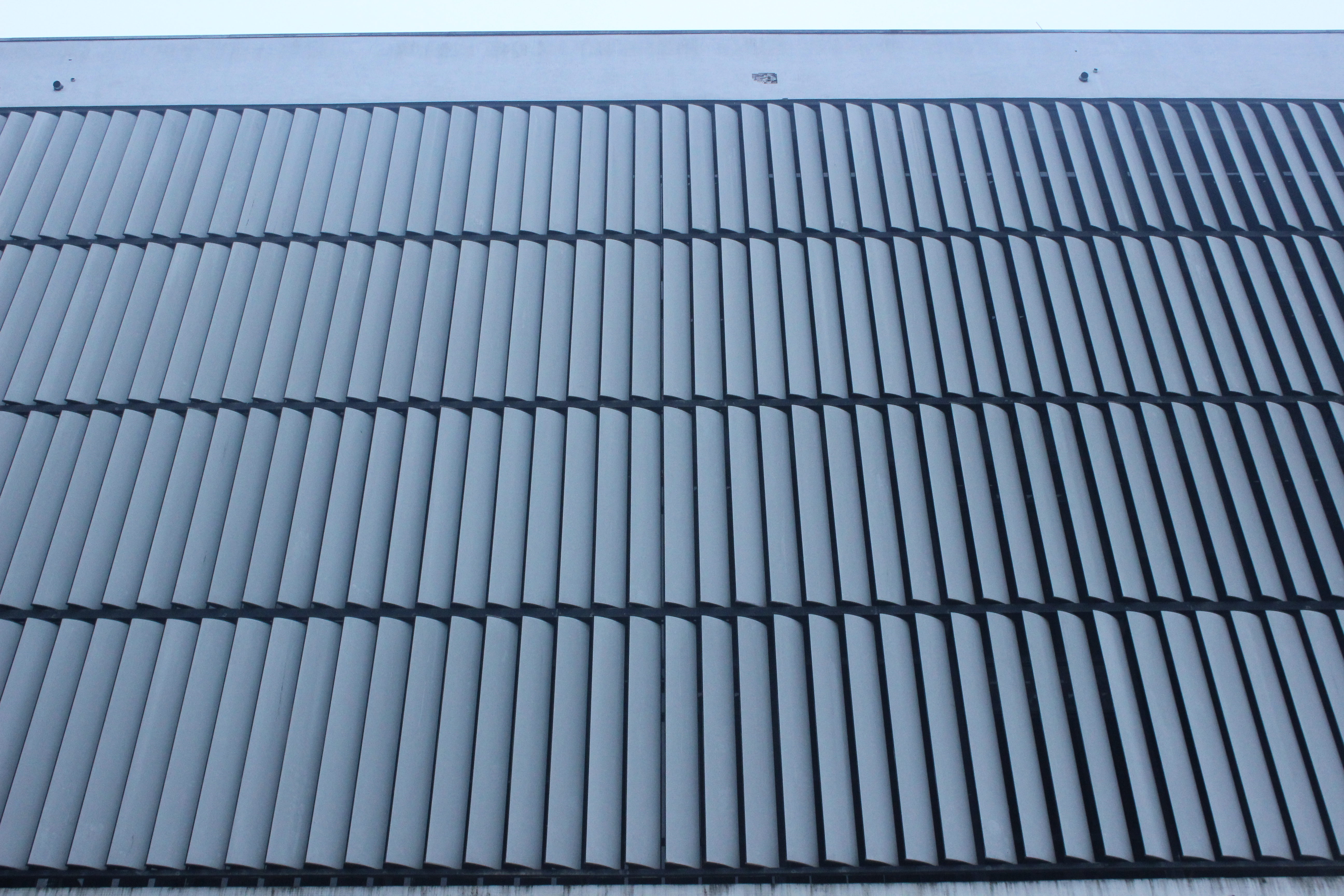
Fachada da Bienal.

 Em seu exterior, é possível ver que o pavilhão possui brises verticais de alumínio, que compõem a fachada. Atualmente, o Pavilhão da Bienal pode ser alugado para eventos que tenham alguma relação criativa, com artes, gastronomia, moda, design, tecnologia, entre outros.

## Significado histórico e cultural

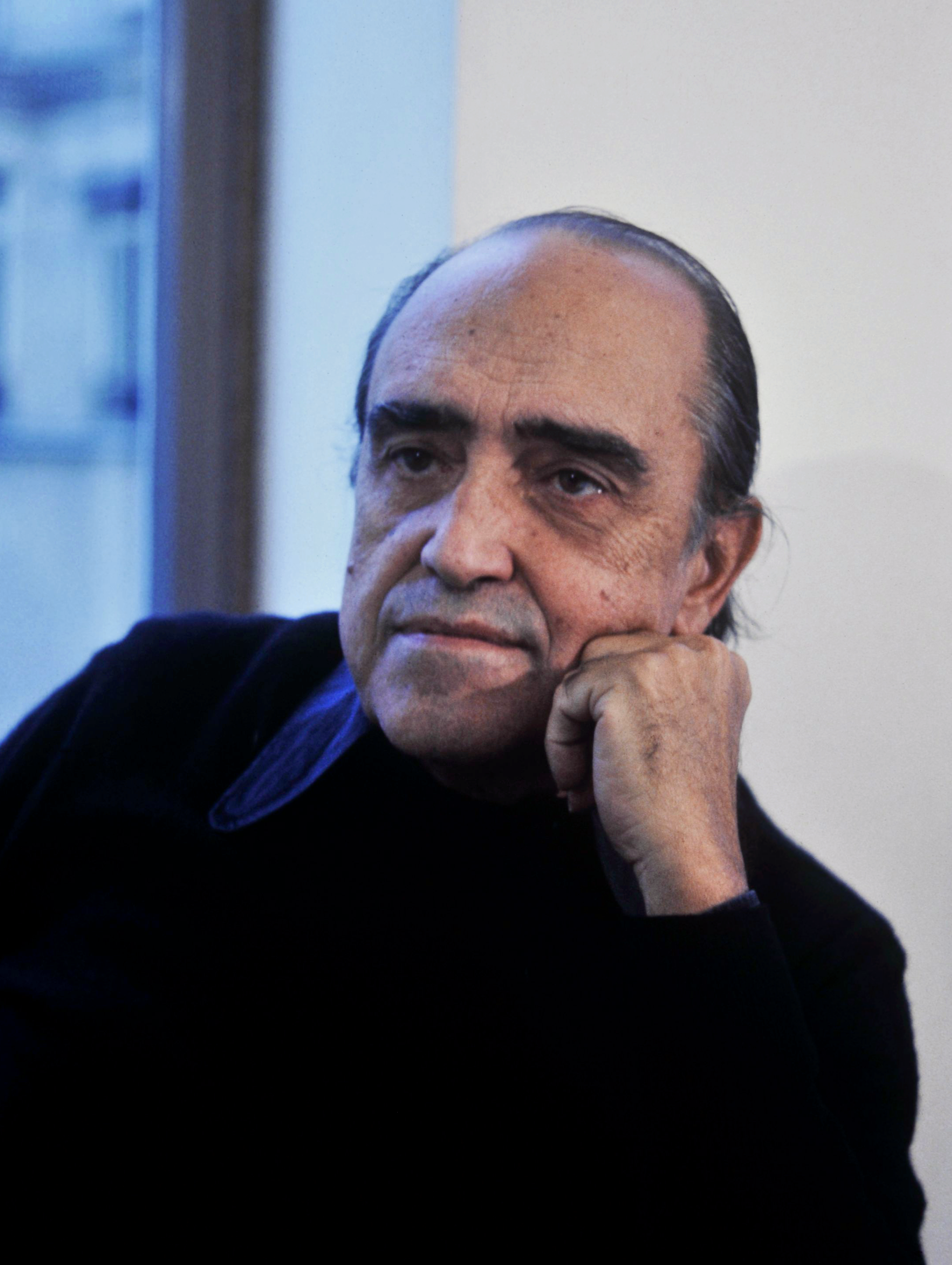
O arquiteto Oscar Niemeyer em 1977.

Tombado como patrimônio histórico em nível municipal, estadual e nacional pelos órgãos CONRESP, CONDEPHAAT E IPHAN, o Pavilhão da Bienal não é apenas um marco histórico, mas também um espaço de extrema relevância cultural em São Paulo. Como parte do Parque do Ibirapuera, que foi inaugurado em comemoração aos 400 anos de São Paulo, e que teve suas edificações projetadas por Oscar Niemeyer e as partes paisagísticas desenvolvidas por Burle Marx.

##### Tombamento

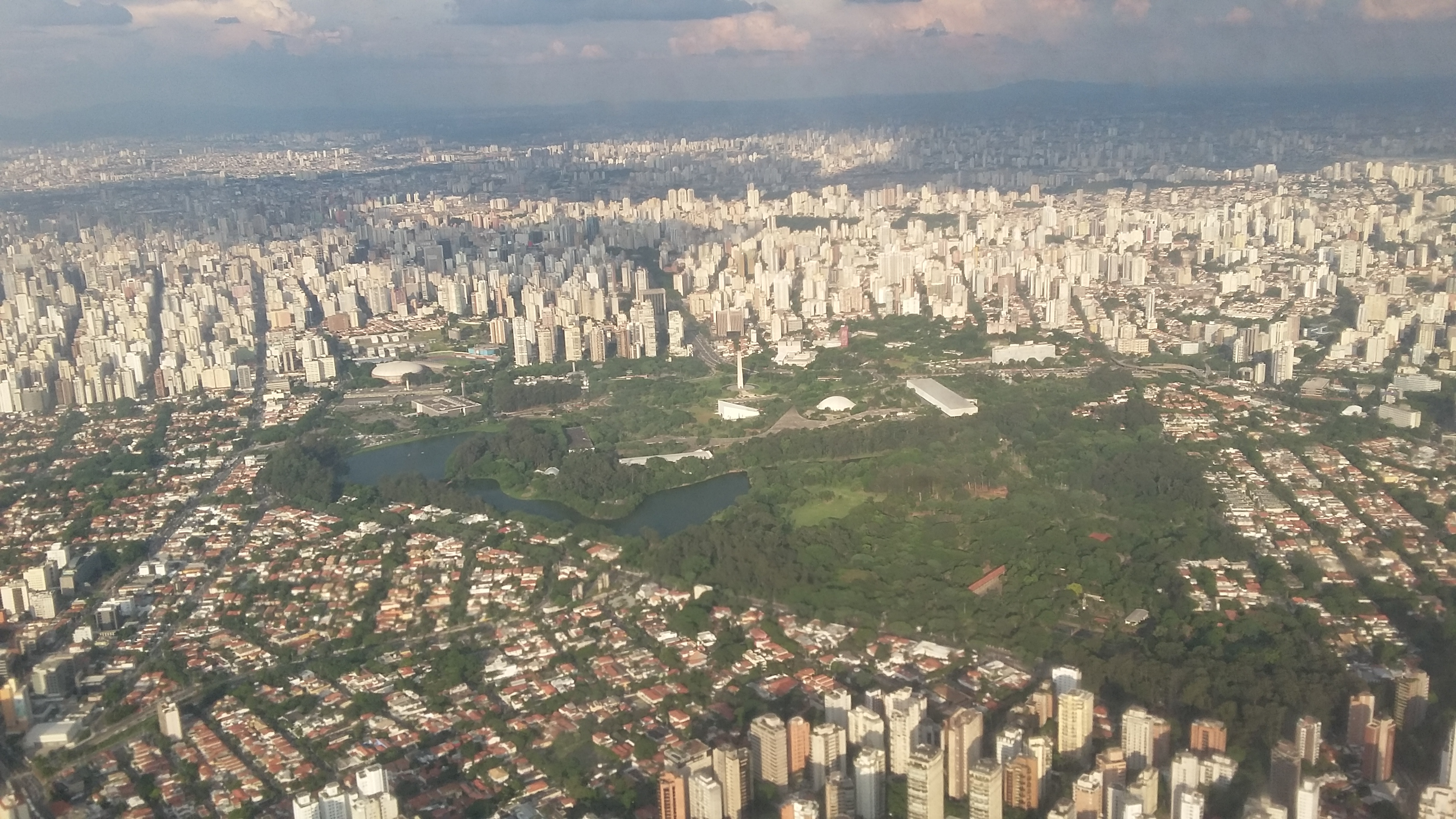
Vista panorâmica do Parque do Ibirapuera.

Com o processo iniciado em 1983 pelo CONDEPHAAT, hoje todo o Parque do Ibirapuera e seu projeto arquitetônico é considerado patrimônio histórico. Na época, foram iniciados processos de tombamento de diversos parques e espaços públicos de São Paulo, como o Parque da Água Funda, Parque da Aclimação, Parque Morumbi, Parque Ibirapuera, Parque Fernando Costa (Parque da Água Branca), Parque da República e a Praça Buenos Aires. Parte da população acreditava que o Parque do Ibirapuera não estava bem conservado e que a construção de prédios novos, como a sede da Prefeitura, o prédio do Detran e do Prodam, ameaçava o caráter ambiental do local. Foi também com a construção de um espaço para idosos, o chamado Geroparque, que associações se uniram para solicitar o tombamento da área, a fim de que novas intervenções fossem impedidas. A Associação Brasileira de Arquitetos e Paisagistas (ABAP) solicitou ao CONDEPHAAT que um processo de tombamento de patrimônio histórico fosse iniciado, alegando que o parque estava sofrendo com "intervenções inadequadas". No mesmo ano, foi mediado um debate pela Folha de S.Paulo intitulado "Queremos o Parque do Ibirapuera de Volta", onde foram discutidas possíveis ações a serem tomadas para a preservação da área. No evento, o então Secretário Municipal de Cultura, Fábio Magalhães, sugeriu que o prédio da Bienal fosse demolido para a criação de um grande vão livre, destinado a atividades culturais. Em novembro de 1987, o então Prefeito de São Paulo, Jânio Quadros, enviou uma carta ao presidente do CONDEPHAAT, Paulo de Mello Bastos, declarando que não admitia o tombamento do sítio. Durante o período, o prefeito autorizou obras para um túnel ligando o Morumbi a Avenida 23 de Maio. Os trabalhos foram interrompidos, uma vez que o caminho passaria debaixo do Ibirapuera, o que não seria permitido devido ao tombamento. Ainda declarou que, se não fosse por seu trabalho enquanto vereador, o Parque do Ibirapuera seria um estádio de futebol. Entretanto, Paulo de Mello declarou posteriormente ao Estado de São Paulo que, legalmente, Jânio Quadros não poderia impedir o processo. Milton Gordo, juiz da 5a Vara da Fazenda Estadual, concedeu uma limiar proibindo o andamento das obras.

## Galeria

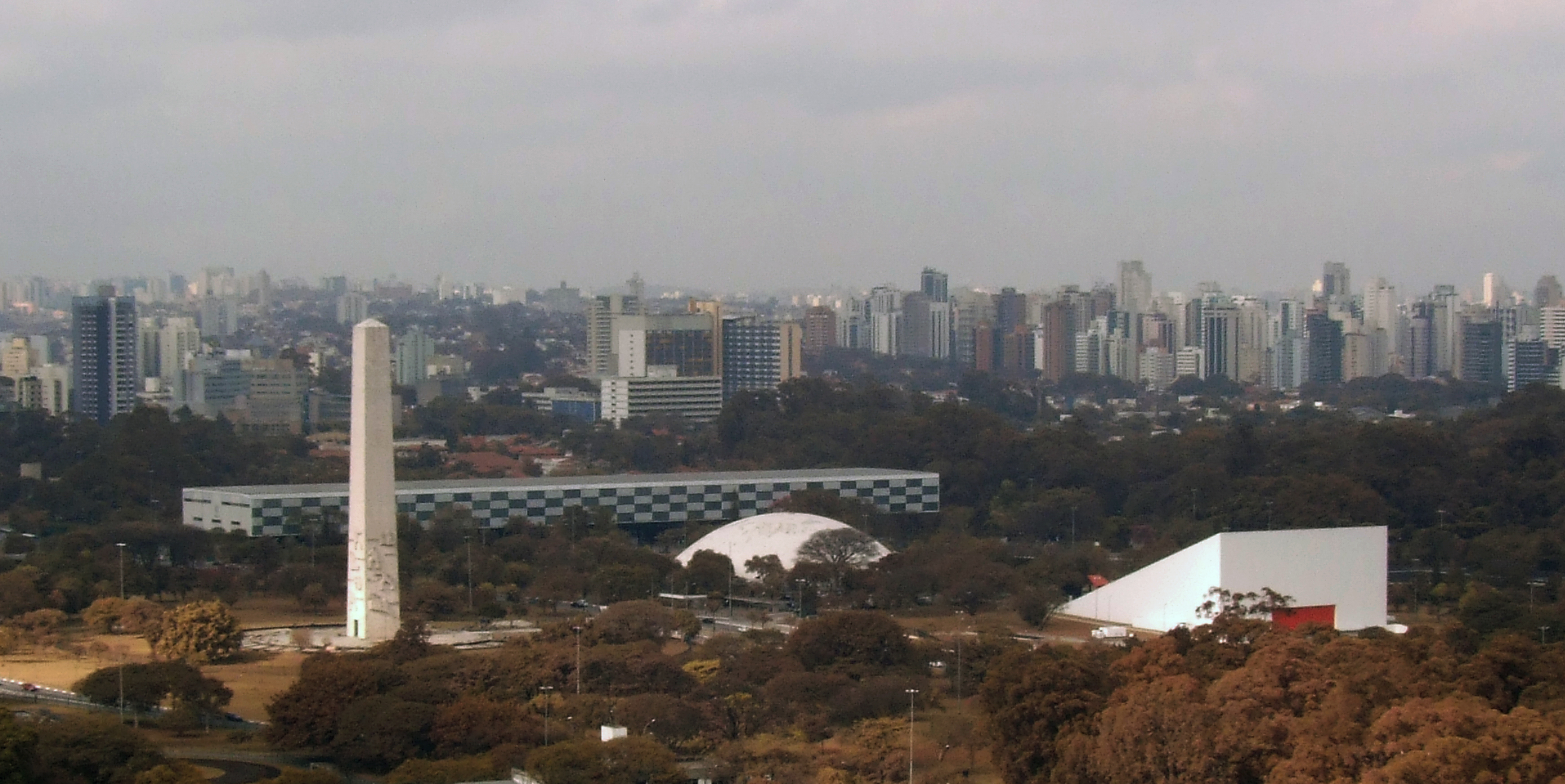
Pavilhão da Bienal, Oca, Auditório do Ibirapuera e Obelisco, localizados no Parque Ibirapuera
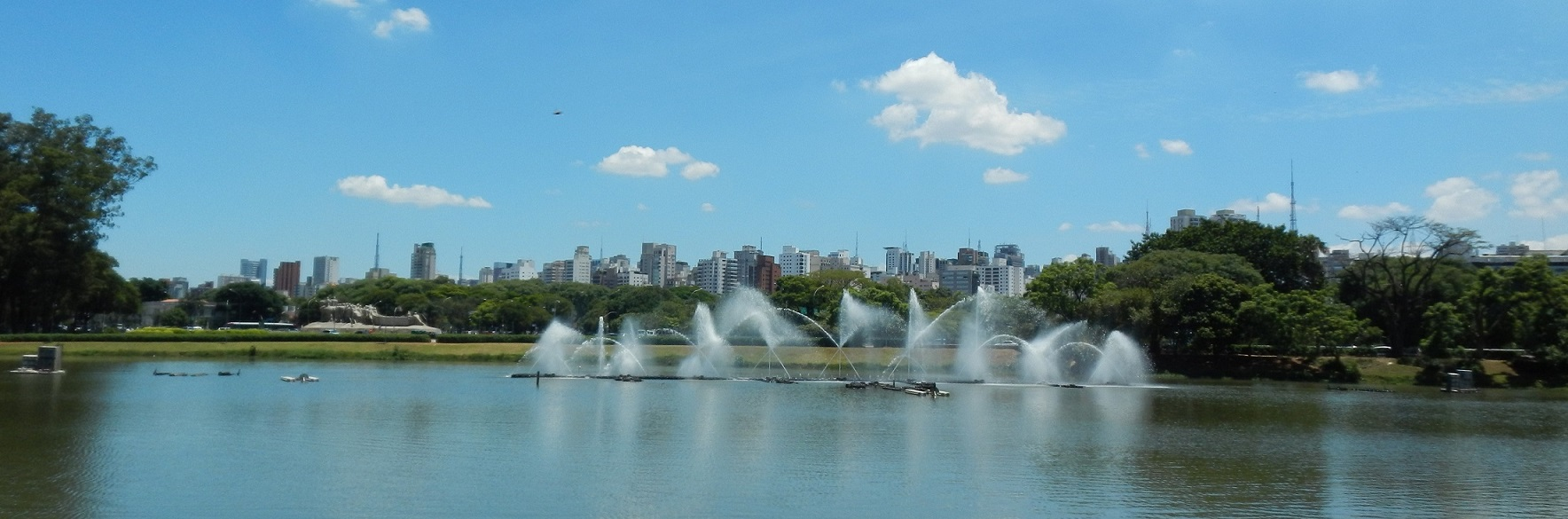
Parque Ibirapuera
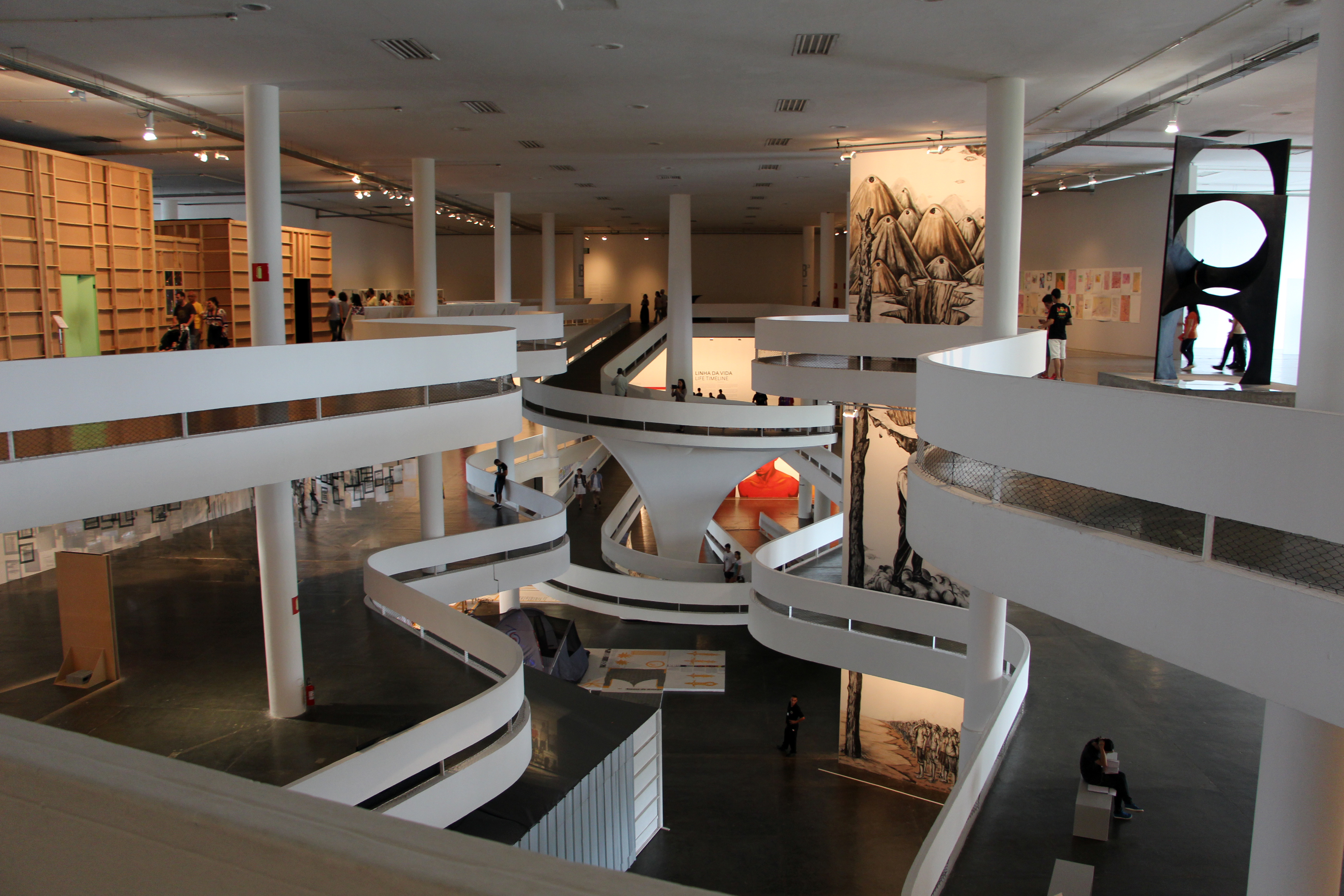
Pavilhão da Bienal durante uma Bienal Internacional de Arte de São Paulo
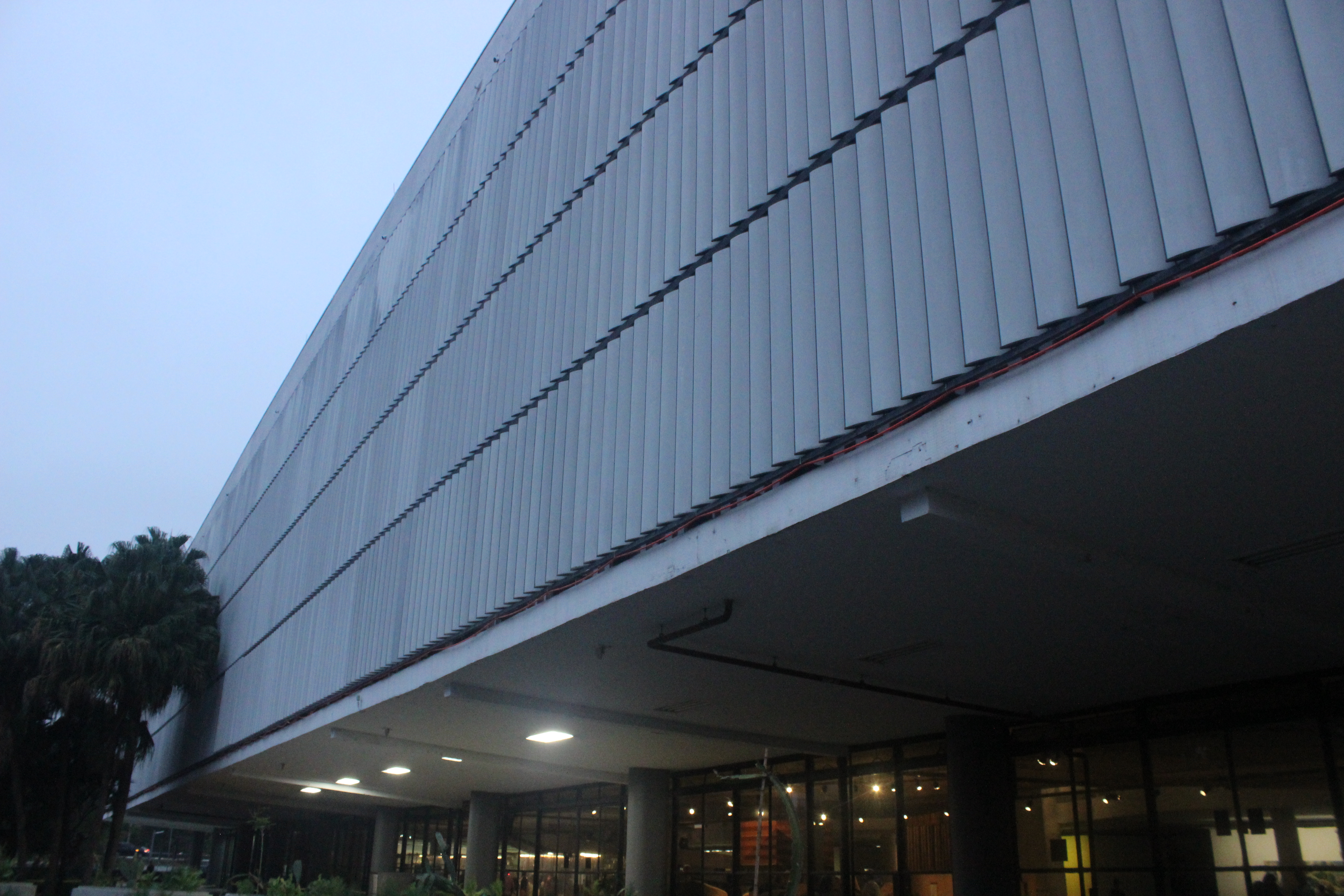
Vista externa do Pavilhão da Bienal
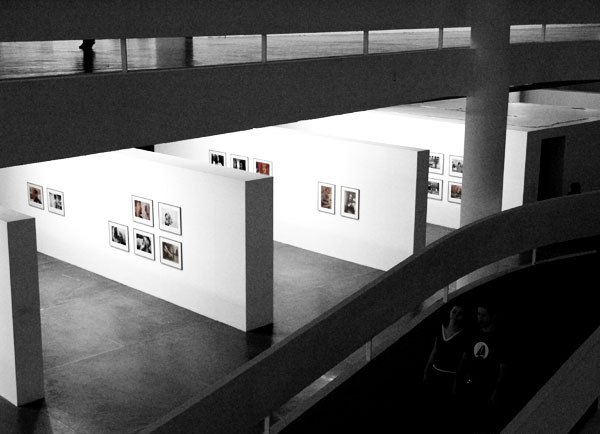
27ª Bienal Internacional de Arte de São Paulo, em 2006.

## Ligações Externas
- Fundação Bienal de São Paulo